# MOA-2007-BLG-192Lb
MOA-2007-BLG-192Lb（略称MOA-192b）は、いて座にある約3,000光年離れた太陽系外惑星である。この惑星は、褐色矮星か低質量恒星であるMOA-2007-BLG-192Lの周回していることを発見された。質量は地球の3.3倍程度であり、発見当時はこれまでに知られている最も軽い系外惑星のひとつだった。重力マイクロレンズキャンペーンの際、2007年5月24日、ニュージーランドのマウントジョン天文台によるMOA-II重力マイクロレンズ観測により検出された。
主星は太陽の約6%の質量であり、核融合反応を継続するには小さすぎ、褐色矮星として薄暗く輝いていると考えられる。主星との距離は、約0.62天文単位と推定される。ノートルダム大学の天文学者デヴィッド・ベネットは、おそらく多量の氷とガスによって形成された惑星であり、組成においては地球型惑星より天王星型惑星に類似していると推測した。